# Othonna taraxacoides
Othonna taraxacoides là một loài thực vật có hoa trong họ Cúc. Loài này được (DC.) Sch.Bip. mô tả khoa học đầu tiên năm 1844.